# Bộ Y tế (Trung Quốc)
Bộ Y tế Cộng hòa Nhân dân Trung Hoa (MOH) là cơ quan điều hành của Chính phủ Trung Quốc có chức năng cung cấp thông tin, nâng cao nhận thức và giáo dục về sức khoẻ, đảm bảo khả năng tiếp cận các dịch vụ y tế và giám sát chất lượng các dịch vụ y tế dành cho công dân và du khách ở Đại lục nước Cộng hòa Nhân dân Trung Hoa. Trong đợt cải cách cơ cấu lần thứ 7 của Chính phủ Trung Quốc vào năm 2013, Bộ Y tế cùng Ủy ban Dân số và Kế hoạch hóa gia đình đã sáp nhập lại thành Ủy ban Kế hoạch hóa Gia đình và Y tế quốc gia.
Bộ Y tế tham gia vào việc kiểm soát bệnh tật, điều phối việc sử dụng các nguồn lực và chuyên môn nếu cần. Bộ còn hợp tác và giữ liên lạc với nhiều bộ, ngành y tế khác, bao gồm cả các khu vực hành chính đặc biệt và Tổ chức Y tế Thế giới (WHO).
Hiện nay Bộ là một phần của Ủy ban Kế hoạch hóa Gia đình và Y tế, Chủ nhiệm Ủy ban đương nhiệm là bà Lý Bân (giản thể: 李斌, bính âm: Lǐ Bīn). Người giữ chức vụ Bộ trưởng Bộ Y tế cuối cùng trước khi Bộ được sáp nhập là Tiến sĩ Trần Trúc (陈竺), ông là một trong hai Bộ trưởng không phải là Đảng viên Đảng Cộng sản Trung Quốc (người còn lại là ông Vạn Cương - Bộ trưởng Bộ Khoa học Kỹ thuật).

## Chức năng nhiệm vụ
Bộ Y tế báo cáo trực tiếp với Quốc vụ viện, thực hiện chức năng quản lý nhà nước về chăm sóc và bảo vệ sức khỏe nhân dân, bao gồm các lĩnh vực:
1. Soạn thảo các luật, quy định, kế hoạch và chính sách liên quan đến y tế công cộng;
2. Xây dựng các chính sách về chăm sóc thai sản và các chương trình chăm sóc trẻ em;
3. Giám sát việc phòng bệnh và điều trị;
4. Kiểm soát sự lây lan của dịch bệnh;
5. Giám sát việc thu thập máu;
6. Cải cách các cơ sở y tế;
7. Giám sát các bệnh viện nhà nước;
8. Lập các dự án phát triển khoa học và công nghệ y học;
9. Thiết lập các tiêu chuẩn chất lượng cho thực phẩm và mỹ phẩm;
10. Giám sát giáo dục y tế và thiết lập các tiêu chuẩn liên quan;
11. Quản lý Trường Cao đẳng Y tế Bắc Kinh và Học viện Khoa học Y khoa Trung Quốc;
12. Giám sát Cục Quản lý Nhà nước về Y học Cổ truyền Trung Quốc.

## Danh sách Bộ trưởng Y tế
| STT    | Tên                      | Bắt đầu nhiệm kỳ  | Kết thúc nhiệm kỳ   |
| ------ | ------------------------ | ----------------- | ------------------- |
| 1      | Lý Đức Toàn              | Tháng 11 năm 1949 | Tháng 1 năm 1965    |
| 2      | Tiền Tín Chung           | Tháng 1 naqm 1965 | Tháng 6 năm 1968    |
| 3      | Khâu Quốc Khang (邱国光) | Tháng 6 năm 1968  | Tháng 6 năm 1970    |
| 4      | Trần Nhân Hồng (陈仁洪)  | Tháng 6 năm 1970  | Tháng 7 năm 1973    |
| 5      | Lưu Tương Bình (刘湘屏)  | Tháng 7 năm 1973  | Tháng 10 năm 1976   |
| Khuyết |                          |                   |                     |
| 6      | Giang Nhất Chân (江一真) | Tháng 11 năm 1977 | Tháng 4 năm 1979    |
| (2)    | Tiền Tín Chung           | Tháng 4 năm 1979  | Tháng 5 năm 1982    |
| 7      | Thôi Nguyệt Lê (崔月犁)  | Tháng 5 năm 1982  | Tháng 3 năm 1987    |
| 8      | Trần Mẫn Chương (陈敏章) | Tháng 3 năm 1987  | Tháng 3 năm 1998    |
| 9      | Trương Văn Khang         | Tháng 3 năm 1998  | Tháng 4 năm 2003    |
| 10     | Ngô Nghi                 | Tháng 4 năm 2003  | Tháng 4 năm 2005    |
| 11     | Cao Cường                | Tháng 4 năm 2005  | Tháng 6 năm 2007    |
| 12     | Trần Trúc                | Tháng 6 năm 2007  | 16 Tháng 3 năm 2013 |